# Cyphon kaszabi
Cyphon kaszabi is een keversoort uit de familie moerasweekschilden (Scirtidae). De wetenschappelijke naam van de soort werd in 1967 gepubliceerd door Bernard Klausnitzer.